# Arielismo

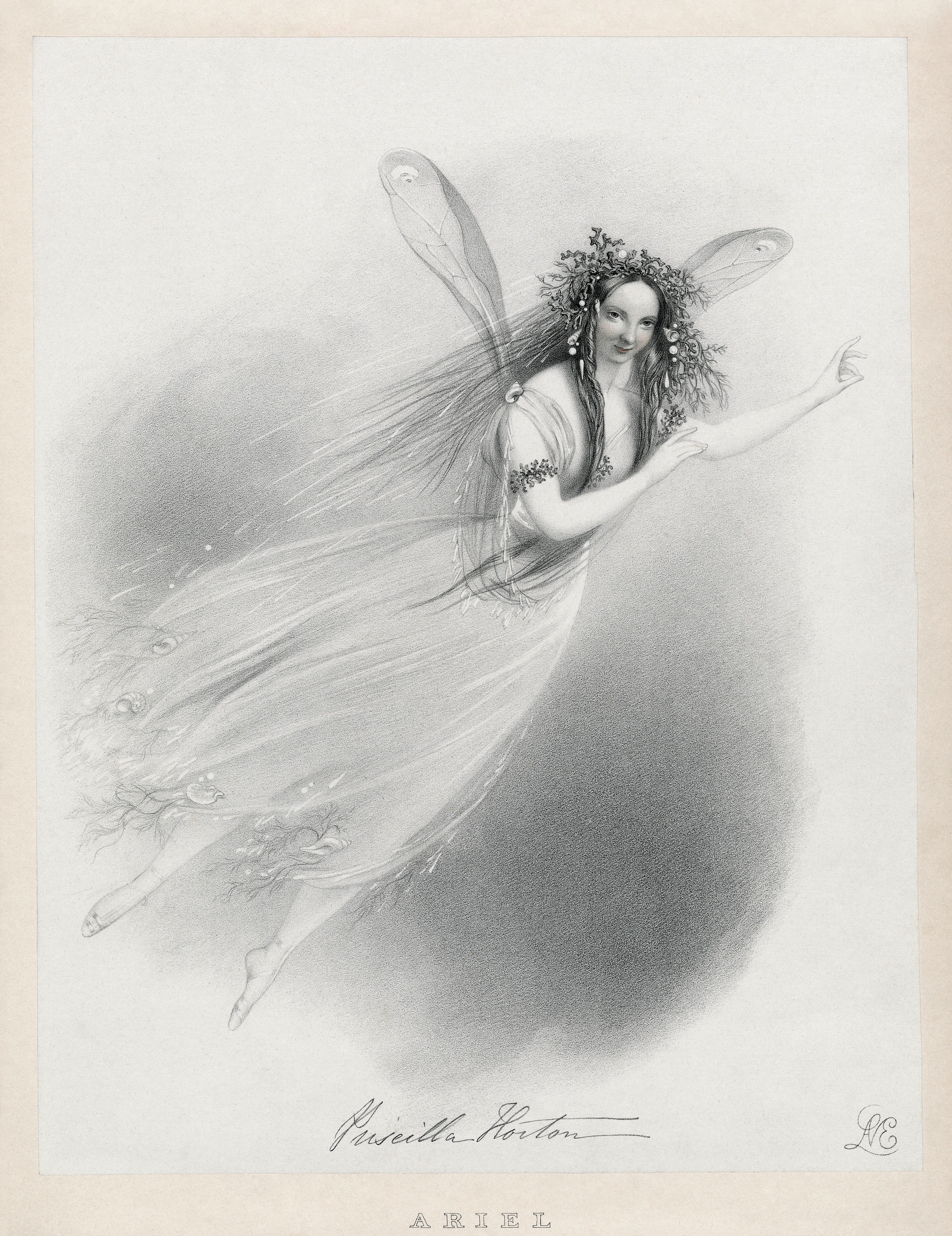
Ariel, personaje de La Tempestad

El arielismo fue una corriente ideológica latinoamericana de principios del siglo XX que tomó su nombre de la obra Ariel, del escritor uruguayo José Enrique Rodó. Se caracterizaba por oponer al utilitarismo anglosajón los valores de la cultura greco-latina heredados del Imperio español en Hispanoamérica. Expresaba una visión idealista de la cultura hispanoamericana como modelo de nobleza y elevación espiritual en contraposición a la cultura de los Estados Unidos como ejemplo de sensualismo y grosería materialista.

## Historia
El arielismo es anterior al ensayo Ariel y es inicialmente formulado por Ruben Dario y Paul Groussac. «Desde comienzos de los años 90 del siglo XIX, The Tempest se convirtió en una de las más recurridas fuentes de metáforas políticas y culturales en Hispanoamérica y el Caribe. Antes que por la presencia de tropos coloniales (como el canibalismo) en su trama y personajes, o la posible alusión al naciente colonialismo inglés en las Américas, la obra hace parte de la historia cultural latinoamericana por las insistentes lecturas, reescrituras y apropiaciones que han hecho de sus dramatis personae —en particular Calibán, Ariel y Próspero— verdaderos personajes conceptuales o agentes de enunciación retórico-cultural para pensar y definir América Latina y diversos proyectos nacionales e identidades».
A principios del siglo XX, después de la consolidación del sistema de Estados iberoamericanos, la búsqueda de la identidad hispanoamericana se intensificó. Muchos de los intelectuales, escritores y filósofos se sentían muy decepcionados ante el triunfo del positivismo y el liberalismo que había caracterizado el pensamiento social y filosófico de la última mitad del siglo XIX.
En 1900 se publicó en Montevideo la primera edición de Ariel, obra dedicada por su autor a la juventud de América. El trabajo constituyó la tercera entrega de la serie La vida nueva y significó la consagración de Rodó como escritor en Uruguay y en América. La obra fue elogiada por la crítica de habla hispana de la época y tuvo gran impacto en toda América. En ella, Rodó proponía el rescate de la cultura latinoamericana en toda su unidad y en su conjunto. A quienes, en la búsqueda de la identidad, no solamente uruguaya, sino americana, dirigían su mirada hacia Europa o hacia los Estados Unidos, Rodó ofrecía una respuesta nueva.
A Rodó le inquietaba el tema de la identidad cultural de su país y de su región, ante la aceleración de las transformaciones modernizadoras y la llegada masiva de inmigrantes, la emergencia de los Estados Unidos como potencia y la derrota española en la guerra hispano-estadounidense de 1898 en Cuba. Rodó propuso a la juventud de América una nueva valoración de su pasado y una nueva mirada hacia su futuro.

### Simbolismo

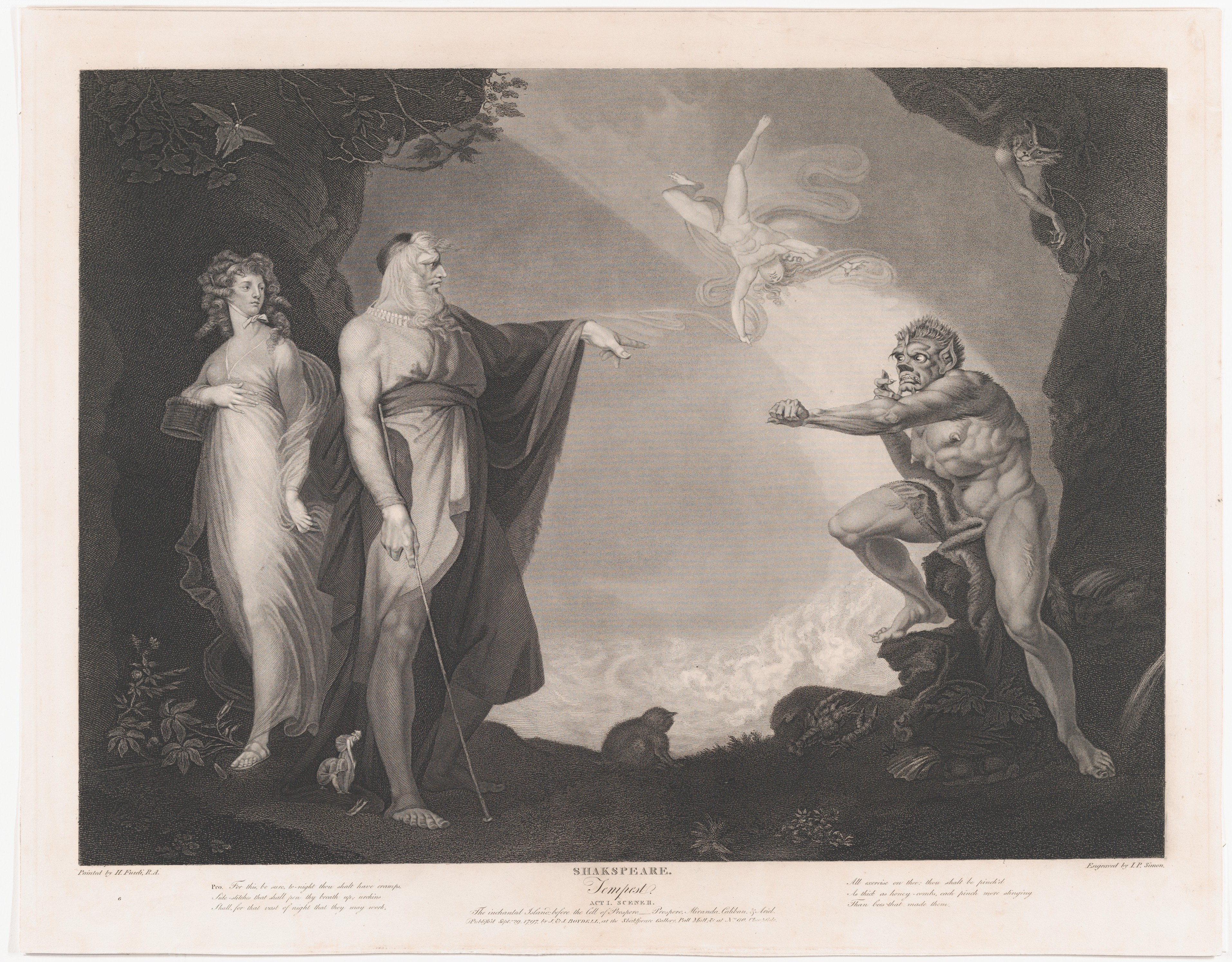
Escena de La tempestad, con Próspero, Miranda, Calibán y Ariel.

El simbolismo de la obra de Rodó está directamente tomado de la obra de William Shakespeare La tempestad. En ella se presentan los personajes de Ariel, Calibán y Próspero. El simbolismo e ideologización que de esos personajes hizo Rodó fue antecedido por los del filósofo e historiador francés Ernest Renan y del educador y periodista brasileño José Veríssimo. Renan, en su drama filosófico Calibán, suite de La Tempête (1878), simboliza a la cultura aristocrática en la figura de Próspero, que es derrocado cuando Calibán, sinónimo de las masas, asciende al poder. El ascenso de las masas y de la democracia hace sucumbir a Ariel, espíritu de aristocracia. Veríssimo, a partir de sus reflexiones sobre la educación en su país, atacó a la cultura y a la ciencia estadounidenses, considerándolas mediocres y utilitaristas en contraposición a un ideal de identidad nacional brasileña. Rodó retomó el uso simbólico de Renan, pero, dándole a los personajes shakespearianos otra orientación, y de Veríssimo asumió el esquema dualista, maniqueo, ampliándolo al ámbito hispanoamericano.
Rodó propuso al personaje Ariel como símbolo de la espiritualidad de América Latina. Tal espiritualidad hundía sus raíces en el ideal grecolatino de belleza y el ideal cristiano de caridad, componentes que consideraba indispensables para forjar una sociedad moderna, valiosa, no sensualista, no preocupada solo por valores materiales y no condenada a la mediocridad. Una sociedad así debía basarse en un sistema democrático que capacitaría a los mejores para ubicarse como dirigentes, lo cual, por añadidura, daría lugar a una cultura superior. Esa elite de los mejores estaría encarnada en los jóvenes intelectuales, que contribuirían a elevar a su sociedad sobre el materialismo. Rodó creyó encontrar así una solución cultural a la profunda problemática económico-política de América Latina.
El pensador uruguayo estimaba que la espiritualidad de Ariel no la poseía la cultura de Estados Unidos. El personaje de Ariel era el contrapunto de Calibán (anagrama de caníbal), que simbolizaba al craso utilitarismo estadounidense.

### Recepción

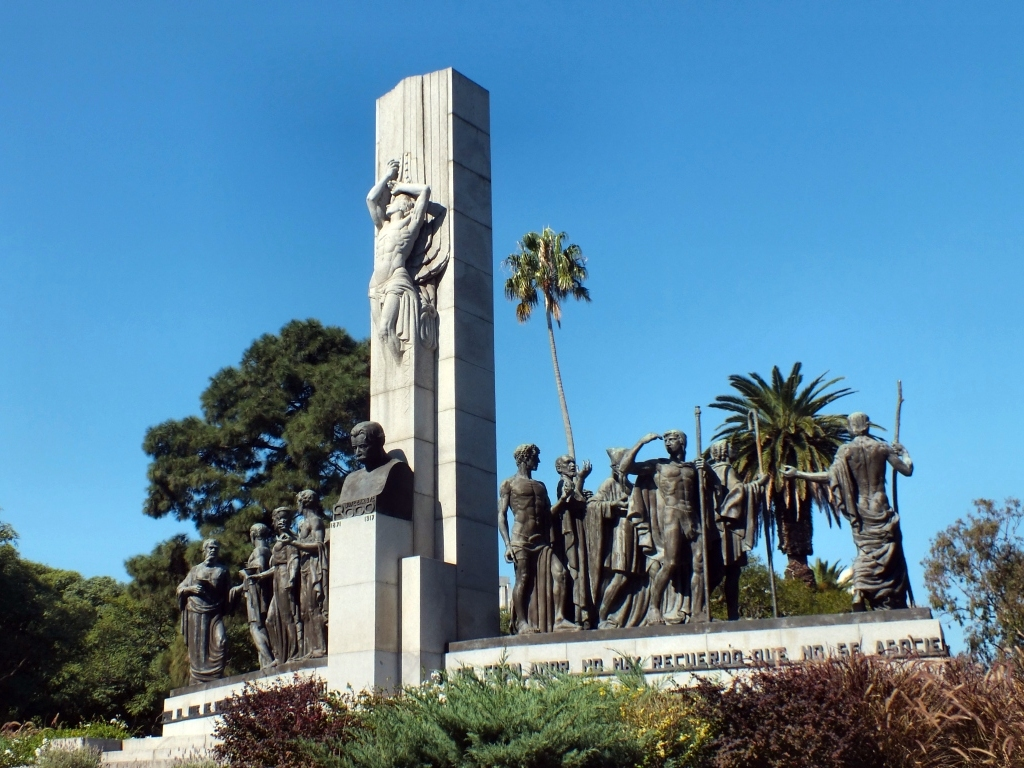
Monumento a Rodó en Montevideo

Sin embargo, esta caracterización de Ariel como discurso antiimperialista (contra los EE. UU.) tiene sus detractores. Según algunos críticos, «la canonización antiimperialista de Ariel es tan equívoca como el hecho de que se le cite y recuerde por su tenue oposición Ariel/Calibán; asunto en verdad menor en el texto, pero que —por efectos de las preocupaciones antiimperialistas del momento— terminó por definir el ensayo. Rodó, de hecho, apenas si menciona a Calibán en su Ariel; [en] solo tres instancias, ninguna de las cuales está referida a la geopolítica antiimperialista, sino a la “democracia” y a la revolución social».  En otras palabras, Ariel es un ensayo anti-popular, contra la vulgaridad democrática y la emergencia de las masas.
A diferencia de Renan y su concepto aristocratizante de la cultura, Rodó no negaba que una democracia funcional debía basarse en un nivel de vida adecuado y en igualdad de oportunidades educativas para todos. Ello era el prolegómeno para algo más grandioso, la constitución de un ideal supranacional que tenía que conducir a la unidad de las naciones latinoamericanas, inspirando así a los pueblos y a los individuos un alto sentido de acción más allá de los meros fines nacionales. En tanto que un solo país podía tener poca tradición cultural, América Latina, considerada como una totalidad, poseía una vasta y profunda tradición. Rodó descubrió que entre las naciones latinoamericanas preexistía unidad cultural por encima de las diferencias que las separaban. 
A Rodó no se le ocultaban los efectos del impacto y acelerada penetración de la cultura estadounidense en América Latina, por lo que el arielismo tenía también como objeto combatir la asimilación de los valores pragmáticos y materialistas de Estados Unidos. Para ello, Rodó promovió la reivindicación del pasado hispano.
El concepto arielista de integración y unidad cultural latinoamericana probablemente haya sido la contribución más importante de Rodó a la ideología nacionalista popular de su tiempo. También contribuyó a valorizar el poder de los ideales y las ideas en la confirmación de la sociedad, que por extensión debían impulsar la teoría educativa y su reforma para gradualmente transformar la vida social y política de América Latina. Asimismo, el idealismo latinoamericanista proporcionó a la actuación de los intelectuales mayor sentido del que podrían lograr los nacionalismos estrechos, capacitándolos a la vez para ver por encima de sus frustrantes y limitadoras situaciones regionales o nacionales, lo que fue una inspiración para pensadores como el argentino Manuel Baldomero Ugarte y el mexicano José Vasconcelos. 
En su aspecto negativo, Ariel consolidó un mito maniqueo en el que la parte mala la llevaban los Estados Unidos, al considerar a ese país como carente de cultura y a su pueblo, poseído por el materialismo. Esta visión de los Estados Unidos fue repetida por intelectuales como el colombiano Carlos Arturo Torres y el venezolano Rufino Blanco Fombona.

### Influencia
Tuvo una fuerte influencia en la generación del 900 en Perú, como fueron los autores José de la Riva Agüero y Osma, Francisco García-Calderón Rey, Ventura García Calderón y Víctor Andrés Belaúnde.
Además, en Chile sus ideas serían tomadas por el grupo Los Diez, conformado por arquitectos, escritores, escultores, músicos y pintores. Destacarían Eduardo Barrios, Acario Cotapos, Augusto d'Halmar y Pedro Prado, entre otros.
Por último, tendría además influencia en Ecuador, particularmente en dos escritores importantes, Isaac J. Barrera, quien sería el crítico literario más destacado de su generación, y en su contemporáneo Gonzalo Zaldumbide, quien dedicaría un estudio a Rodó y una novela en estética modernista titulada Égloga trágica.A esto se sumaría el sociólogo Leonidas García Ortiz quien dedicaría su vida al mejoramiento de la educación y publicaría en 1917 "Metodología de la Historia"